# 諾伊帕卡姆 (亞利桑那州)
諾伊帕卡姆（英語：Noipa Kam）是位於美國亞利桑那州皮馬縣的一個非建制地區。該地的面積和人口皆未知。

## 地理
諾伊帕卡姆的座標為32°17′06″N 112°08′55″W / 32.28500°N 112.14861°W，而該地的平均海拔高度為640米（即2110英尺）。